# Paalgat

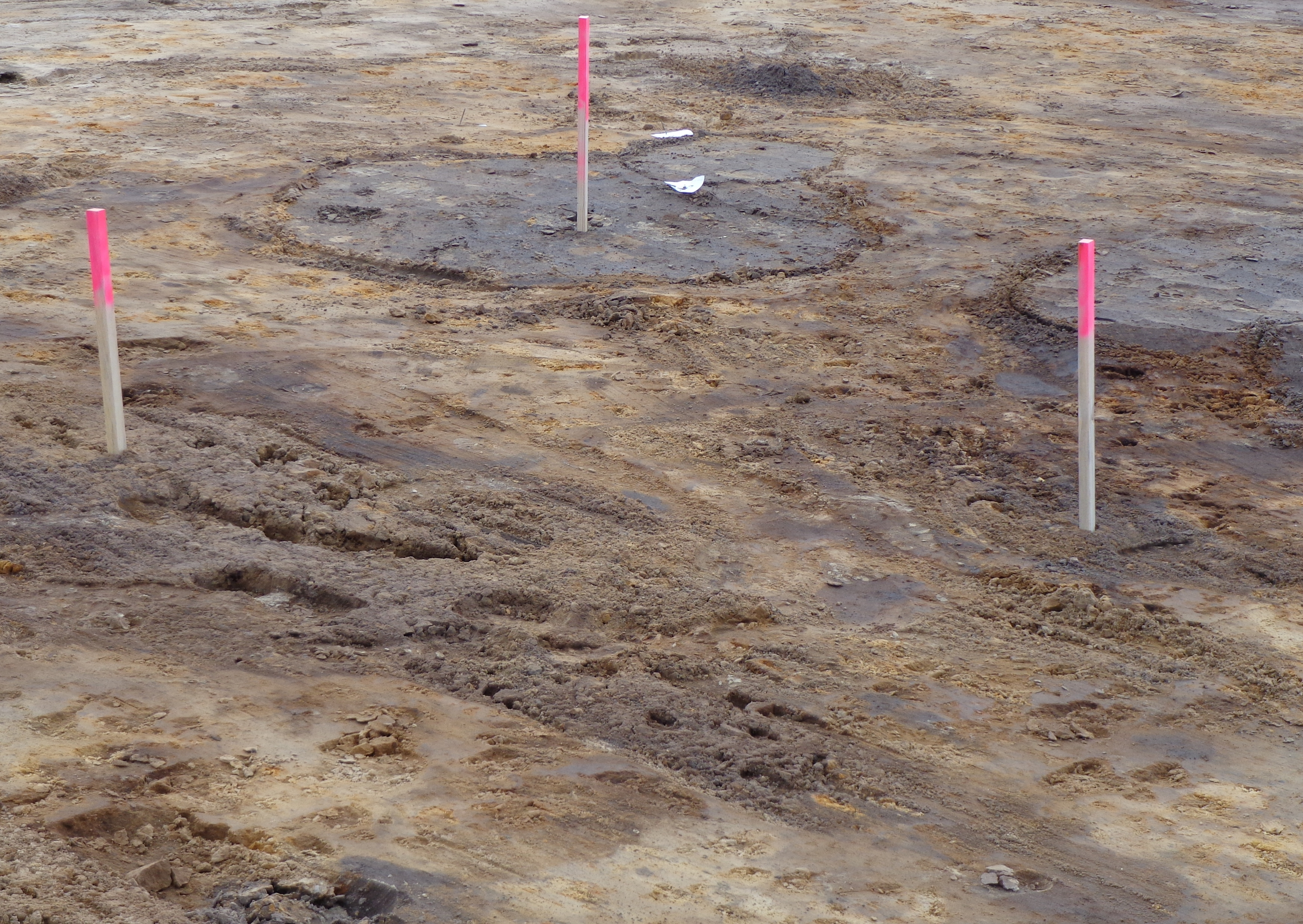
Paalgaten op een archeologische vindplaats bij het Nederlandse dorp Barneveld (2015)

Een paalgat of paalkuil is een gegraven of geboorde kuil in de grond waarin een paal of dergelijke wordt geplaatst.
In de archeologie zijn paalkuilen veelal herkenbaar als verkleuringen in de bodem. De verkleuring ontstaat doordat de (veelal houten) paal in het gat is vergaan. De vergane paal, of als die volledig verdwenen is, de grond die het gat heeft gevuld, is van een ander materiaal dan de omringende grond, en heeft daardoor een andere kleur. Paalgaten zijn belangrijk in de archeologie omdat ze meestal de enige overblijfselen zijn van bouwwerken gemaakt van vergankelijke materialen zoals hout.